# Trichisia
Trichisia is een geslacht van kevers uit de familie van de loopkevers (Carabidae). De wetenschappelijke naam van het geslacht is voor het eerst geldig gepubliceerd in 1865 door Motschulsky.

## Soorten
Het geslacht Trichisia omvat de volgende soorten:
- Trichisia azurea (Chaudoir, 1861)
- Trichisia babaulti (Alluaud, 1914)
- Trichisia cyanea Schaum, 1854
- Trichisia insularis Schonfeldt, 1890
- Trichisia morio (LaFerte-Senectere, 1851)
- Trichisia nesites Andrewes, 1931
- Trichisia papuana Csiki, 1907
- Trichisia rhodesiana Peringuey, 1908
- Trichisia violacea Jedlicka, 1935